# Adelídeos
Adelidae é uma família de insectos da ordem Lepidoptera.

## Classificação
Adelinae
- Adela
- Cauchas
- Ceromitia

Nematopogoninae
- Nemophora
- Nematopogon

Adelidae não atribuidos
- ?Tridentaforma